# كريم هاغينز
كريم هاغينز (بالإنجليزية: Kareem Huggins)‏ هو لاعب كرة قدم أمريكية أمريكي، ولد في 24 مايو 1986 في إيرفينغتون ‏ في الولايات المتحدة.

## وصلات خارجية
- كريم هاغينز على موقع مرجع كرة القدم المحترفة.كوم (الإنجليزية)